# روبرتو أمبويرو
روبرتو أمبويرو Roberto Ampuero ؛ مواليد فالبارايسو، تشيلي، 1953؛ هو مؤلف تشيلي، وكاتب عمود، وأستاذ جامعي. روايته الأولى (Quién mató a Kristián Kustermann) تم نشرها في عام 1993، وحصل على جائزة ريفيستا ديل ليبروRevista del Libro من مجلة El Mercurioإل ميركوريو.
بالإضافة إلى ذلك، نشر رواية السيرة الذاتية عن سنواته في كوبا بعنوان Nuestros Años Verde Olivo ؛ عام 1999)؛ وروايات Los Amantes de Estocolmo(كتاب السنة في تشيلي، 2003، وأكثر الكتب مبيعا في السنة في تشيلي؛ و Pasiones Griegas(التي اختيرت كأفضل رواية إسبانية في الصين، عام 2006).
وقد نشرت رواياته في أمريكا اللاتينية وإسبانيا، وترجمت إلى الألمانية والفرنسية والإيطالية والصينية والسويدية والبرتغالية واليونانية والكرواتية والإنجليزية. في تشيلي بيعت أعماله أكثر من 40 طبعة.
أمبويرو يقيم الآن في ولاية ايوا حيث انه أستاذ في جامعة ولاية آيوا في قسم الاسبانية والبرتغالية. كان كاتب عمود في مجلة La Tercera و New York Times؛ ومنذ مارس 2009 يعمل ككاتب عمود في مجلة El Mercurio.؛
وكان بين عامي 2013 و 2014 وزير الثقافة في حكومة سيباستيان بينيرا المحافظة.

## سيرته وحياته بين عامي 1953—1973

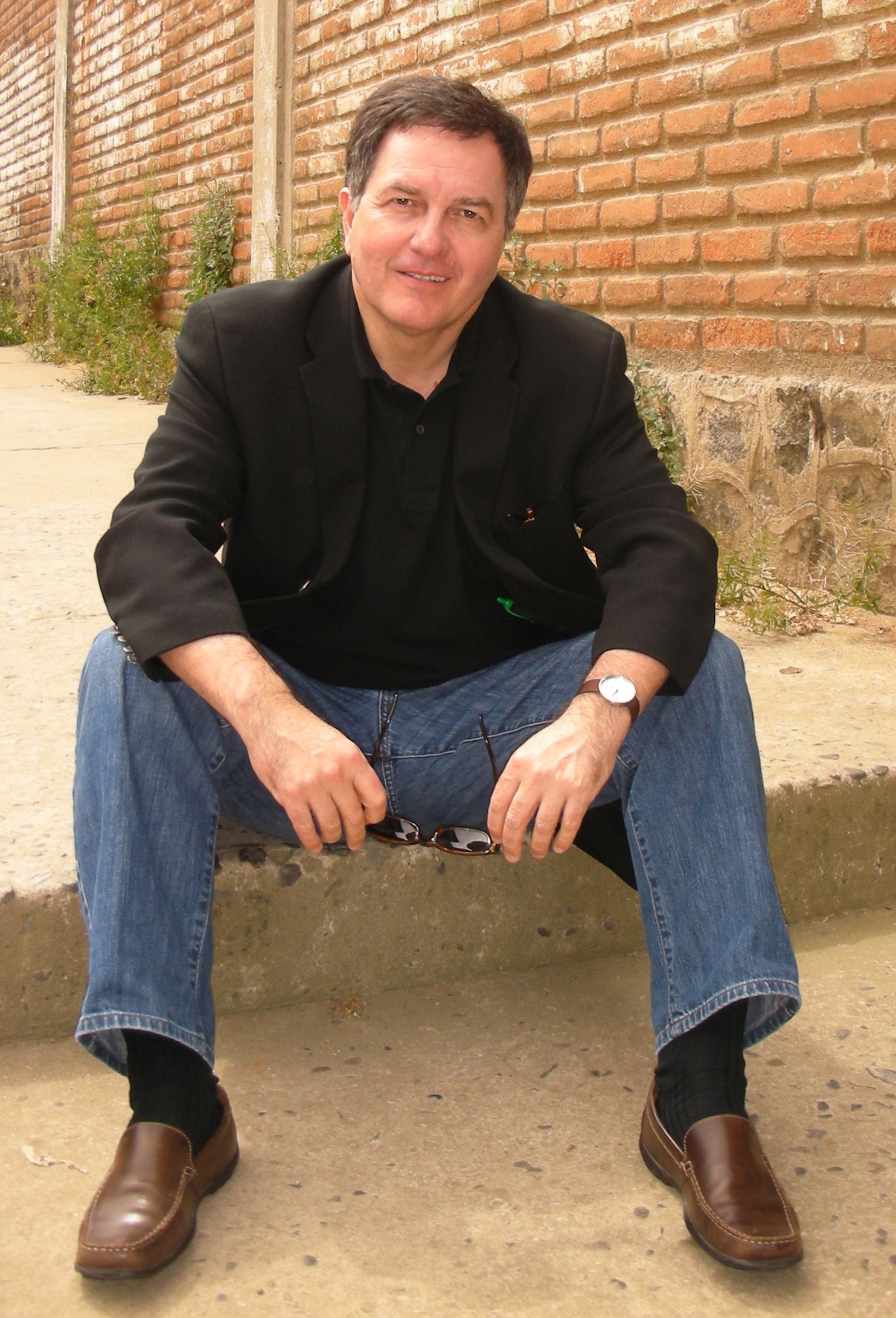
في فالباراسو2008

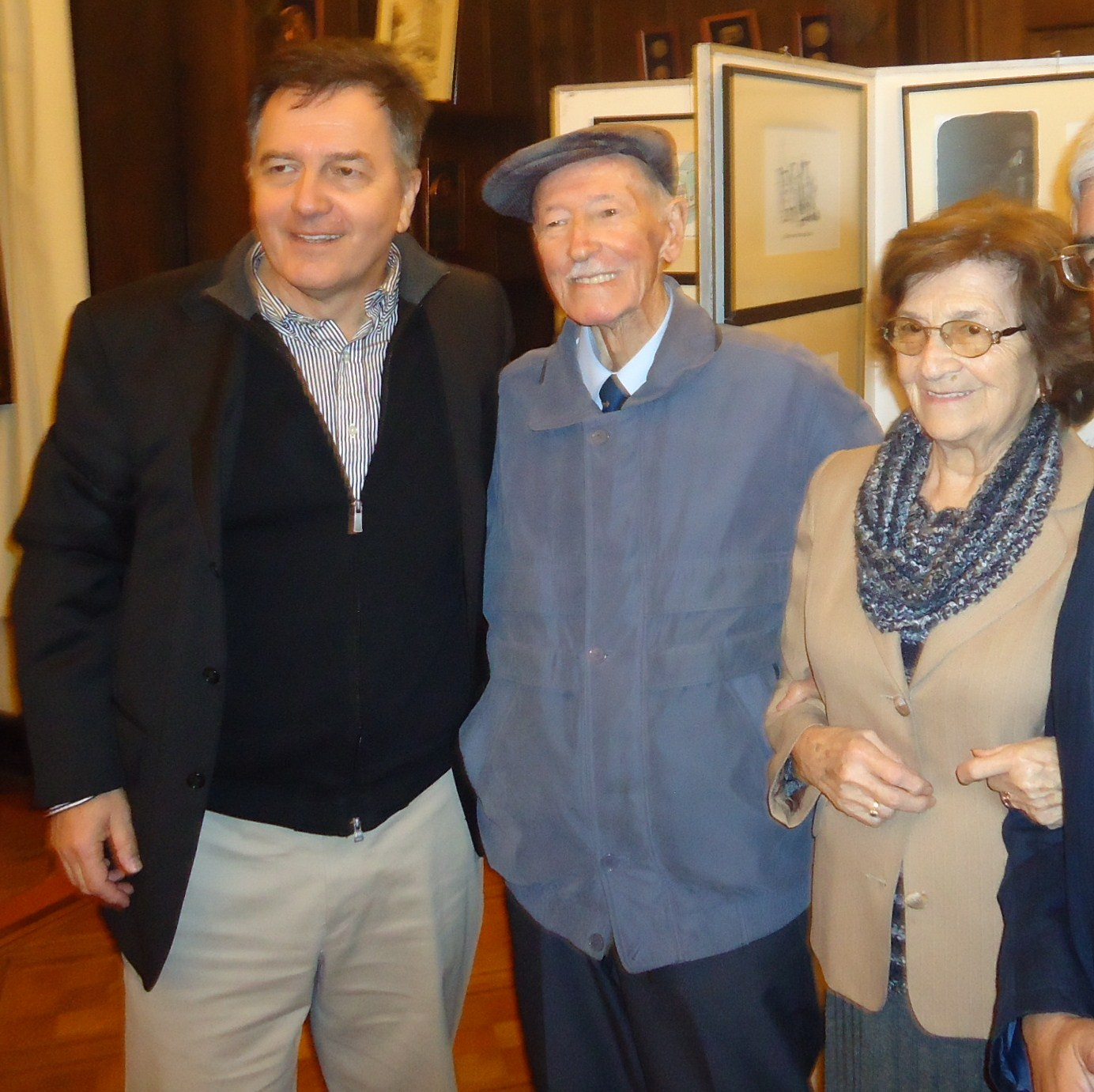
مع والديه عام 2010

ولد روبرتو أمبويرو اسبينوزا في فالبارايسو في عام 1953، وهو ابن روبرتو أمبويرو برول وأنجليكا اسبينوزا. نشأ في «عائلة من الطبقة المتوسطة دات اتجاه سياسي، في سنواته الأولى، قام بدراساته في مدرسة ديفيد ترمبل المسيحية، وبعد ذلك في المدرسة الألمانية في فالبارايسو لأن والديه اعتبروها» مدرسة خاصة ممتازة وكانت قريبة من المنزل وأيضا يحبون ذلك النوع من المناهج الدراسية، والانضباط، والتعليم، وبرامج اللغة.
بينما كان هناك، تعلم القراءة والكتابة باللغة الألمانية. درس هناك لمدة 12 عاما، واستكمل دراسته في عام 1971 .
بعد سنوات، يقول: «إذا لم تكن هذه المدرسة موجودة، لم أكن قد عشت في ألمانيا والتقى زوجتي. المدرسة الألمانية علمتني أن أكون منضبطا وجاد مع ما أقوم به، لا أتضيع الوقت، وأن أتخذ مواقف صعبة في خطوة، لأكون مقتصد وبسيط، وتجربة العيش مع الثقافات الأخرى».
بالإضافة إلى ذلك، قال انه يشكر المدرسة لمساعدته على أن يصبح أقرب إلى الكتاب مثل Goethe، Schiller، Brecht، و Mann .؛
بعد أن عاش 17 عاما في فالبارايسو، انتقل أمبويرو في عام 1972 إلى عاصمة البلاد، سانتياغو، للتسجيل في جامعة تشيلي. هناك درس الأنثروبولوجيا الاجتماعية في الصباح وأدب أمريكا اللاتينية في فترة ما بعد الظهر... في هذا الوقت، أصبح عضوا في الشباب الشيوعي الشيلي.
يقول: «عندما كنت صغيرا، كنت جزءا من الشباب الشيوعي لأنني اعتقدت أن الاشتراكية ديمقراطية وعادلة واقتصادية مزدهرة». بعد الانقلاب في نهاية ديسمبر في عام 1973، قرر أن يغادر إلى ألمانيا الشرقية.

## النفي إلى كوبا 1973—1979
و بفضل اتصال بسفارة ألمانيا الشرقية، غادر تشيلي في عام 1973 بعد حصوله على منحة دراسية للصحافة في جامعة كارل ماركس في لايبزيغ.
في ألمانيا الشرقية التقى مارغريتا فلوريس، ابنة فرناندو فلوريس إيبارا، النائب العام للثورة الكوبية، وغادرا معا للعيش في كوبا. وصلوا إلى جزيرة كوبا في عام 1974 وفي نفس العام تزوجوا. غير أن هذا الزواج استمر حتى عام 1977.
في هذه الفترة بدأ فكره السياسي يتغير. في مقابلة مع مايكل موديMichael Moody في عام 1999 يقول "انها ليس مجرد أن هناك نقصا في الحوار، ولكن الحكومة احتقرت المعارضة، مما يجعلهم عدو. جئت من بلد حيث كان هناك تقييد للحوار والحرية. لقد حاولنا استعادة الاشتراكية، ولكن الآن هناك ديكتاتورية وما جعل الناس أكثر انتقادا هو أن الديكتاتور أعلن الجميع ضده عدو للدولة، وبالتالي عليك أن حبسهم، وإطلاق النار عليهم، أو طردهم من البلاد.عندما وصلت إلى كوبا اكتشفت أن الحكومة فعلت نفس الشيء للمعارضة وأنهم لم يكونوا حوارا.
وفي عام 2008، تذكر أنه: «عندما وصلت إلى كوبا في عام 1974 ورأيت الكارثة الاقتصادية، اعتقدت أنها ديمقراطية، قلت لنفسي» هذا ليس البلد الدي أريد؛ استقلت من شباب الشيوعية في عام 1976 .
في عام 1977 حصل أمبيرو على جائزة Lautaro de Cuentos(للقصص قصيرة) من لجنة تشيلي المقاومة، هافانا، ثم في عام 1979 حصل على B.A. في الأدب الأمريكي اللاتيني وغادر كوبا.

## في ألمانيا الشرقية 1983—1993
في عام 1983 عبر إلى ألمانيا الغربية. ومنذ ذلك العام وحتى عام 1993 عمل كمراسل لوكالة IPS الإيطالية ومدير للمجلة الألمانية Desarrollo y Cooperación في بون. في العام التالي نشر روايته الأولى، El Hombre Golondrina باللغة الألمانية، وفي عام 1985 نشر روايته الثانية،
```
La Guerra de los Duraznos، أيضا باللغة الألمانية... تم نشر الروايتين في وقت لاحق باللغة الإسبانية في عامي 1997 و 2001 على التوالي، وتصحيحها ومواصلة تطويرها. 
```

في عام 1987 تزوج آنا لوكريسيا ريفيرا شوارتز، التي كانت سفيرا لجواتيمالا في ألمانيا.

## العودة إلى تشيلي 1993—1997
في عام 1993 غادر أمبويرو ألمانيا الغربية وعاد إلى بلده الأصلي. في ذلك العام نشر روايته الأولى باللغة الإسبانية بعنوان Who Killed Cristian Kustermann? وحصل على جائزة كتاب مجلة من El Mercurio..
قبل الحصول على hgجائزة فكر في فتح مطعم كريب لكنه توقف عندما علم بجائزته قائلا "لقد كنت دائما أحب الكتابة، ولكن لم أكن أريد أن أكرس نفسي فقط للكتابة. ومع ذلك، رغبتي في أن أكون أفضل سيد كريب في تشيلي لم تتحقق بسبب Cayetano Brulé (شخصية خيالية في قصته).
بين عامي 1994 و 1997 عمل في العقارات. في العام التالي نشر قصة Boleros en La Habana وحصل على الجائزة الثانية في مسابقة «الفنون والآداب»، جريدة Mercurio ودائرة نقاد الفن فالبارايسو. وبعد عامين، نشر في عام 1996 روايته الثالثة عن المحقق الكوبي «أليمان دي أتاكاما».

## في السويد 1997-2000

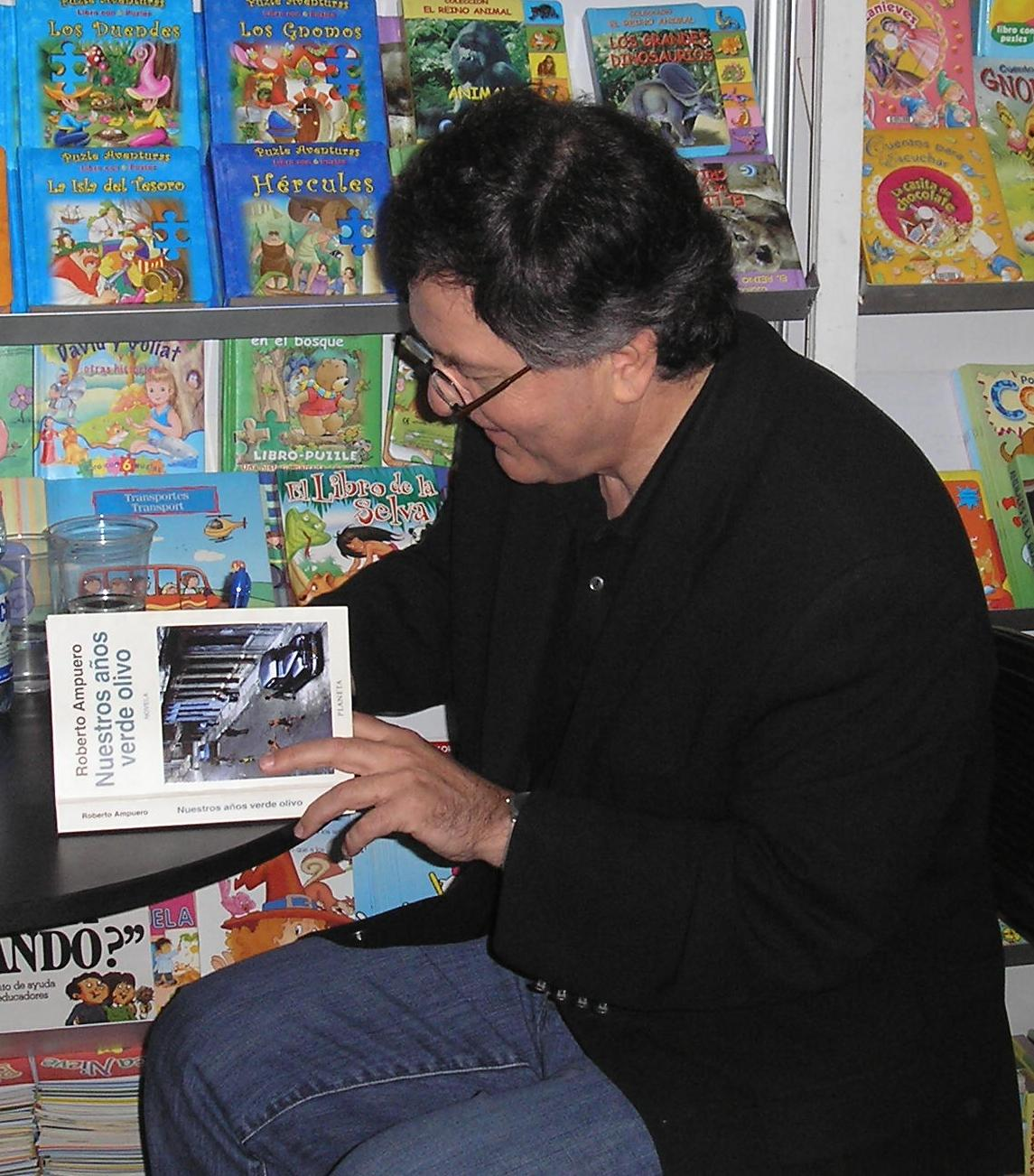
في تشيلي 2009

في عام 1997 انتقل غلى السويد، يقيم في ستوكهولم. في العام نفسه نشر El Hombre Golondrina، باللغة الإسبانية ثم في عام 1999 أنهى الكتاب الذي بدأ كتابته في كوبا بعنوان Nuestros Años Verdes Olivo. يقول: "كان الكتاب مصمم لترك شهادة لأبنائي وأحفادي، دون التفكير في نشره،
لكنني أخذت قوة «الخيال» التي تملكها كل الروايات «وتم نشره. وفي مقابلة أجريت عام 2009، يقول أمبويرو» لا يزال الكتاب يحتوي على طبعات جديدة تتداول في السوق السوداء في كوبا، وفي عام 2009 بدء تصويره كفيلم.
في غضون أسابيع قليلة سأقدم الكتاب في إيطاليا إلى دار التحرير اليسارية التي كانت قبل سنوات لن تنشرها. وقد نشر الكتاب من قبل دار التحرير فوسي أوراري تحت اسم" Nuestros Años Verdes Olivo. أول مسلسل تلفزيوني سياسي أنتج في تشيلي والأول في أمريكا اللاتينية عام1997.

## في ولاية آيوا
في عام 2000 انتقل إلى مدينة آيوا مع زوجته ويدرس في جامعة ولاية ايوا في الإدارة الإسبانية والبرتغالية.

## في مكسيكو سيتي
في عام 2011 تم تعيينه سفيرا لتشيلي في المكسيك من قبل حكومة سيباستيان بينيرا.

## أعماله
- 1993 ¿Quién mató a Cristián Kustermann? (novela policial), Editorial Planeta. "Who Killed Cristián Kusterman?"
- 1994 Boleros en La Habana (novela policial), Editorial Planeta. "Boleros in Havana"
- 1996 El alemán de Atacama (novela policial), Editorial Planeta. "The German of Atacama"
- 1997 El hombre golondrina (cuentos), Editorial Planeta. "The Swallow Man: and other stories"
- 1999 Nuestros años verde olivo, Editorial Planeta. "Our Olive Green Years"
- 2001 La guerra de los duraznos (novela juvenil), Editorial Andrés Bello. "The War of the Peaches"
- 2003 Los amantes de Estocolmo, Editorial Planeta. "The Stockholm Lovers"
- 2004 Cita en el Azul Profundo (novela policial), Editorial Planeta. "Appointment at the Azul Profundo"
- 2005 Halcones de la noche, Editorial Planeta. "Nighthawks"
- 2006 La Historia como conjetura. La narrativa de Jorge Edwards (ensayo), Editorial Andrés Bello. "The Story as Conjecture. The narrative of Jorge Edwards"
- 2006 Pasiones griegas, Editorial Planeta, 260 págs. "Greek Passions"
- 2008 El caso Neruda, Norma-La Otra Orilla, 330 pages, "The Neruda case".[20]
- 2010 La otra mujer, La otra Orilla, 370 pages, "The other woman"
- 2013 Bahía de los misterios, Plaza Janés, 344 pages, Bay of mysteries
- (2014), Detrás del muro, realidad-ficción, Sudamericana
- (2016), Sonata del olvido, erótico-policial, Sudamericana
- (2015), Dialogo de conversos, ensayo político, co-autor Mauricio Rojas, Sudamericana

## الجوائز والتكريمات
- (1977) - Premio Lautaro de Cuentos, Comité de la Resistencia Chilena, La Habana
- (1978) - Mención Concurso de Cuentos 13 de Marzo, Universidad de La Habana
- (1993) - Premio de la Revista de Libros de El Mercurio por ¿Quién mató a Cristián Kustermann?
- (1994) - Segundo Premio, Concurso de Cuentos de Artes y Letras, El Mercurio
- (1994) - Círculo de Críticos de Arte de Valparaíso
- (1996) - Reconocimiento Ilustre Municipalidad de Viña del Mar por sus aportes literarios
- (2003) - Libro del Año por Los amantes de Estocolmo, Revista de Libros
- (2006) - Hijo Ilustre de Valparaíso, por su destacada trayectoria literaria internacional
- (2006) - Mejor novela publicada en español durante el año por Pasiones griegas en mandarín; otorgado por la Editorial Popular y la Asociación de Hispanistas de China
- (2008) - Premio Personalidades, reconocimiento otorgado por la Corporación Cultural de la Quinta Región, que forma parte de los Premios Regionales al Mérito Cultural
- (2010) - Mejores 10 novelas publicadas en alemán por El caso Neruda (Revista literaria internacional Buchkultur)67
- (2010) - Literary Walk de Iowa City. Ingresado junto a Samantha Chang, Stephen Bloom, Sarah Prineas, Lori Erickson, Carl Klaus y Christopher Merrill68

## وصلات خارجية
- روبرتو أمبويرو على موقع IMDb (الإنجليزية)